# Resolutie 1651 Veiligheidsraad Verenigde Naties
Resolutie 1651 van de Veiligheidsraad van de Verenigde Naties was de laatste resolutie die door de Veiligheidsraad van de Verenigde Naties werd aangenomen in 2005 en wel op 21 december van dat jaar. De resolutie werd unaniem goedgekeurd en verlengde het panel van experts dat toezag op maatregelen tegen de partijen in Darfur met 3 maanden.

## Achtergrond
Al in de jaren 1950 was zwarte zuiden van Soedan in opstand gekomen tegen het overheersende Arabische noorden.
De vondst van aardolie in het zuiden maakte het conflict er enkel maar moeilijker op.
In 2002 kwam er een staakt-het-vuren en werden afspraken gemaakt over de verdeling van de olie-inkomsten.
Verschillende rebellengroepen waren hiermee niet tevreden en in 2003 ontstond het conflict in Darfur tussen deze rebellen en de door de regering gesteunde janjaweed-milities.
Die laatsten gingen over tot etnische zuiveringen en in de volgende jaren werden in Darfur grove mensenrechtenschendingen gepleegd waardoor miljoenen mensen op de vlucht sloegen.

## Inhoud

### Waarnemingen
Op alle partijen die aan de door de Afrikaanse Unie geleide gesprekken in Abuja deelnamen werd aangedrongen
om onverwijld tot een akkoord te komen dat als basis kan dienen voor vrede, verzoening, stabiliteit en
gerechtigheid in Soedan.

### Handelingen
Het mandaat van het panel van experts dat met resolutie 1591
was opgezet om toe te zien op de maatregelen die tegen de partijen in Darfur waren genomen werd
verlengd tot 29 maart 2006. Het panel werd gevraagd voor het einde van dat mandaat te rapporteren en
aanbevelingen te doen over de uitvoering van die maatregelen.

## Verwante resoluties
- Resolutie 1593 Veiligheidsraad Verenigde Naties
- Resolutie 1627 Veiligheidsraad Verenigde Naties
- Resolutie 1663 Veiligheidsraad Verenigde Naties (2006)
- Resolutie 1665 Veiligheidsraad Verenigde Naties (2006)

Lijst ·  1581 ·  1582 ·  1583 ·  1584 ·  1585 ·  1586 ·  1587 ·  1588 ·  1589 ·  1590 ·  1591 ·  1592 ·  1593 ·  1594 ·  1595 ·  1596 ·  1597 ·  1598 ·  1599 ·  1600 ·  1601 ·  1602 ·  1603 ·  1604 ·  1605 ·  1606 ·  1607 ·  1608 ·  1609 ·  1610 ·  1611 ·  1612 ·  1613 ·  1614 ·  1615 ·  1616 ·  1617 ·  1618 ·  1619 ·  1620 ·  1621 ·  1622 ·  1623 ·  1624 ·  1625 ·  1626 ·  1627 ·  1628 ·  1629 ·  1630 ·  1631 ·  1632 ·  1633 ·  1634 ·  1635 ·  1636 ·  1637 ·  1638 ·  1639 ·  1640 ·  1641 ·  1642 ·  1643 ·  1644 ·  1645 ·  1646 ·  1647 ·  1648 ·  1649 ·  1650 ·  1651